# Course des raisins
La Course des raisins (en néerlandais : Druivenkoers Overijse) est une course cycliste belge disputée à Overijse, dans le Brabant flamand. Créée en 1961 sous forme de critérium, elle est devenue une épreuve internationale en 1969. Elle fait partie de l'UCI Europe Tour de 2005 à 2024, en catégorie 1.1. A partir de 2025, la course est réservée aux juniors, masculins et féminines.

## Palmarès

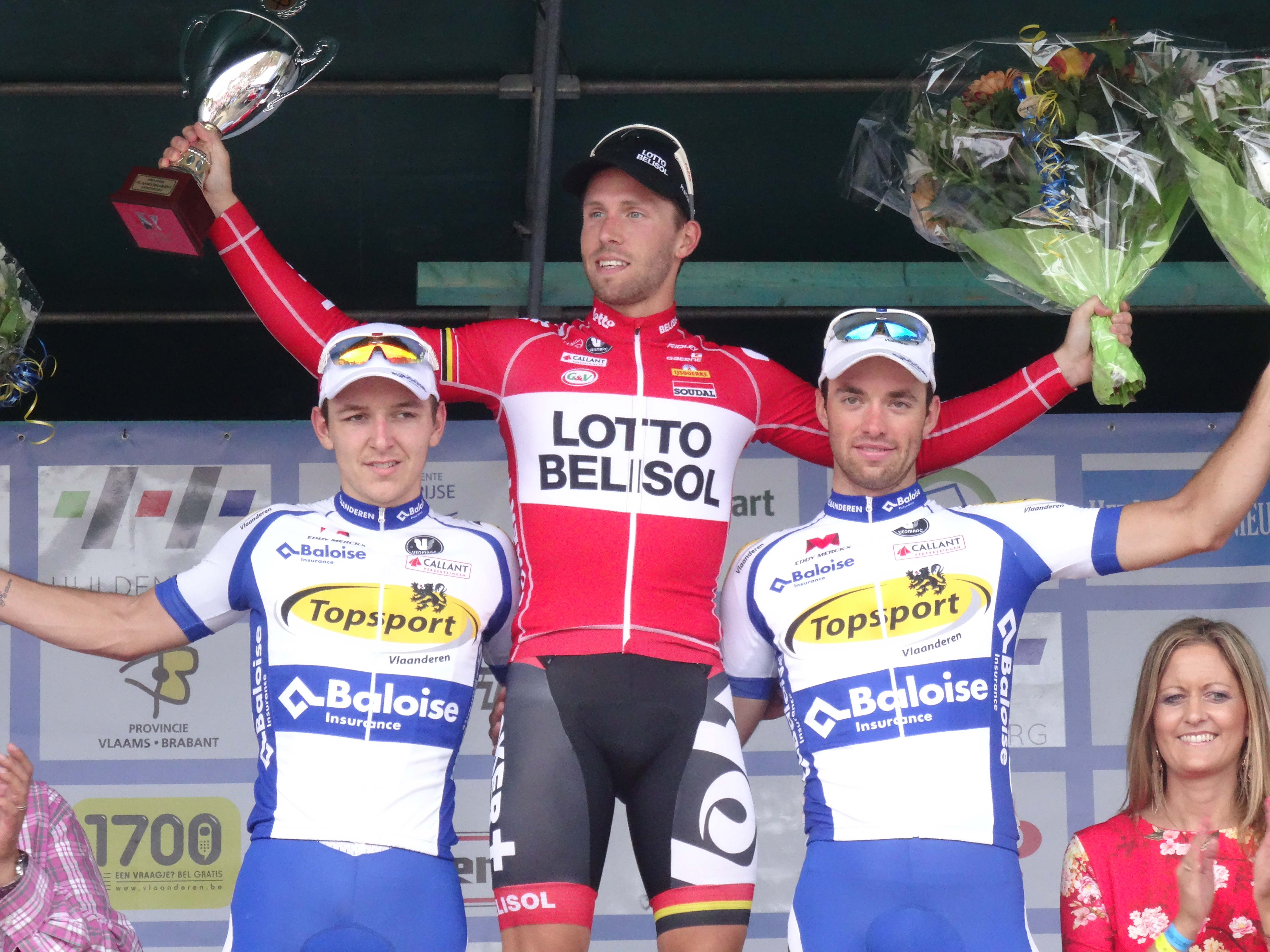
Podium de l'édition 2014 de la Druivenkoers Overijse : Jasper De Buyst (2e), Jonas Van Genechten (1er) et Tom Van Asbroeck (3e).

| Année | Vainqueur           | Deuxième               | Troisième              |
| ----- | ------------------- | ---------------------- | ---------------------- |
| 1961  | Ludo Janssens       | Michel Symens          | Jozef Lemmens          |
| 1962  | Jos Dewit           | Jozef Lemmens          | Jozef Schils           |
| 1963  | Henri De Wolf       | Theo Mertens           | Noël De Pauw           |
| 1964  | Willy Van den Eynde | Robert Lelangue        | Emiel Verheyden        |
| 1965  | Joseph Spruyt       | Jan Nolmans            | Noël De Pauw           |
| 1966  | Eddy Merckx         | Camiel Vyncke          | Romain Robben          |
| 1967  | Alfons De Bal       | Lucien Willekens       | Jan Nolmans            |
| 1968  | John Schepers       | Jan Harings            | Herman Vrancken        |
| 1969  | Antoon Houbrechts   | Frans Verbeeck         | Martin Van Den Bossche |
| 1970  | Roger De Vlaeminck  | Martin Van Den Bossche | Frans Verbeeck         |
| 1971  | Georges Pintens     | Eric Leman             | Domingo Perurena       |
| 1972  | Roger De Vlaeminck  | Roger Rosiers          | Jean-Pierre Berckmans  |
| 1973  | Roger Swerts        | Gustaaf Hermans        | Antoon Houbrechts      |
| 1974  | Roger De Vlaeminck  | Jean Van der Stappen   | Michael Wright         |
| 1975  | Eddy Merckx         | André Dierickx         | Roger De Vlaeminck     |
| 1976  | Joseph Bruyère      | Victor Van Schil       | Ludo Van Staeyen       |
| 1977  | Frans Verbeeck      | Jacques Martin         | Enrico Paolini         |
| 1978  | Roger De Vlaeminck  | Ferdi Van Den Haute    | Walter Dalgal          |
| 1979  | Ludo Peeters        | Frank Hoste            | Eric Van De Wiele      |
| 1980  | Alfons De Wolf      | Rudy Pevenage          | Keith Lambert          |
| 1981  | Rudy Pevenage       | Roger De Cnijf         | Jostein Wilmann        |
| 1982  | Guido Van Calster   | Jonathan Boyer         | Walter Dalgal          |
| 1983  | Walter Dalgal       | René Martens           | Patrick Onnockx        |
| 1984  | Jean-Marie Wampers  | Ronny Van Holen        | William Tackaert       |
| 1985  | Rudy Dhaenens       | Dirk Demol             | Marc Sergeant          |
| 1986  | Marc Somers         | Patrick Onnockx        | Marc Maertens          |
| 1987  | Adrie van der Poel  | Gert Jakobs            | Noël Segers            |
| 1988  | Marc Sergeant       | Luc Roosen             | Herman Frison          |
| 1989  | Carlo Bomans        | Dirk De Wolf           | Peter De Clercq        |
| 1990  | Dirk De Wolf        | Rudy Dhaenens          | Frans Maassen          |
| 1991  | Ronny Van Holen     | Jan Mattheus           | Wilco Zuijderwijk      |
| 1992  | Viatcheslav Ekimov  | Andy Bishop            | Dirk De Wolf           |
| 1993  | Herman Frison       | Andreï Tchmil          | Johan Museeuw          |
| 1994  | Johan Museeuw       | Frank Vandenbroucke    | Adrie van der Poel     |
| 1995  | Johan Museeuw       | Arvis Piziks           | Edwig Van Hooydonck    |
| 1996  | Erik Breukink       | Wim Vansevenant        | Thomas Fleischer       |
| 1997  | Andreï Tchmil       | Marc Wauters           | Lars Michaelsen        |
| 1998  | Sergueï Ivanov      | Wilfried Peeters       | Kurt Van de Wouwer     |
| 1999  | Sergueï Ivanov      | Christophe Detilloux   | Berry Hoedemakers      |
| 2000  | Michel Vanhaecke    | Andreï Tchmil          | Scott Sunderland       |
| 2001  | Serge Baguet        | Vincent Cali           | Ivaïlo Gabrovski       |
| 2002  | Christophe Brandt   | Geoffrey Demeyere      | Marc Streel            |
| 2003  | Matthé Pronk        | Bert Hiemstra          | Christophe Brandt      |
| 2004  | Stefan Schumacher   | Geoffrey Demeyere      | Bert Scheirlinckx      |
| 2005  | Leonardo Duque      | Nick Nuyens            | Piotr Wadecki          |
| 2006  | Russell Downing     | Gabriel Rasch          | Nikolas Maes           |
| 2007  | Roy Sentjens        | Nikolas Maes           | Johnny Hoogerland      |
| 2008  | Dominic Klemme      | Jonas Van Genechten    | Johnny Hoogerland      |
| 2009  | Aleksejs Saramotins | Bert De Waele          | Bert Scheirlinckx      |
| 2010  | Björn Leukemans     | Marco Marcato          | Preben Van Hecke       |
| 2011  | Björn Leukemans     | Davy Commeyne          | Jurgen Van Goolen      |
| 2012  | Björn Leukemans     | Dmitri Mouraviov       | Johnny Hoogerland      |
| 2013  | Björn Leukemans     | Jurgen Van Goolen      | Kenneth Vanbilsen      |
| 2014  | Jonas Van Genechten | Jasper De Buyst        | Tom Van Asbroeck       |
| 2015  | Jérôme Baugnies     | Marco Marcato          | Sean De Bie            |
| 2016  | Jérôme Baugnies     | Huub Duyn              | Marco Marcato          |
| 2017  | Jérôme Baugnies     | Amund Grøndahl Jansen  | Xandro Meurisse        |
| 2018  | Xandro Meurisse     | Oscar Riesebeek        | Jimmy Janssens         |
| 2019  | Arvid de Kleijn     | Gianni Vermeersch      | Tom Van Asbroeck       |
| 2020  | Florian Sénéchal    | Dries De Bondt         | Mathieu van der Poel   |
| 2021  | Remco Evenepoel     | Mikkel Honoré          | Aimé De Gendt          |
| 2022  | Matîs Louvel        | Arnaud Démare          | Dries Van Gestel       |
| 2023  | Victor Campenaerts  | Rasmus Tiller          | Jasper De Buyst        |
| 2024  | Jelte Krijnsen      | Matîs Louvel           | Jenthe Biermans        |
| 2025  |                     |                        |                        |

## Vainqueurs multiples
| Nombre de victoires | Coureur            | Nationalité | Années                    |
| ------------------- | ------------------ | ----------- | ------------------------- |
| 4                   | Björn Leukemans    | Belgique    | 2010 + 2011 + 2012 + 2013 |
| 4                   | Roger De Vlaeminck | Belgique    | 1970 + 1972 + 1974 + 1978 |
| 3                   | Jérôme Baugnies    | Belgique    | 2015 + 2016 + 2017        |
| 2                   | Eddy Merckx        | Belgique    | 1966 + 1975               |
| 2                   | Johan Museeuw      | Belgique    | 1994 + 1995               |
| 2                   | Sergueï Ivanov     | Russie      | 1998 + 1999               |

## Vainqueurs par pays
| Nombre de victoires | Pays                                    |
| ------------------- | --------------------------------------- |
| 47                  | Belgique                                |
| 6                   | Pays-Bas                                |
| 3                   | Russie                                  |
| 2                   | Allemagne, France                       |
| 1                   | Colombie, Italie, Lettonie, Royaume-Uni |